# مونو
مونو (بالانجليزية: mono) هو شريط المنوعات الثاني للرابر الكوري الجنوبي آرإم. تم إصداره في 23 أكتوبر 2018 بواسطة بيغ هيت إنترتينمنت. يحتوي ميكستايب مونو على 7 أغاني ويرافقه فيديو رسوم متحركة موسيقي للأغنية الختامية للميكستايب «مطر إلى الأبد». يحتوي مونو على أغاني راب باللغتين الكورية والإنجليزية.

## الخلفية والإصدار
لمّح آرإم لإصداره الميكستايب ثم أكّده في مارس 2018 عندما نشر مقطعاً لأغنية غير مسمّاة في حساب بي تي أس على تويتر. وفي يونيو 2018، لمح ثنائي الإلكتروبوب البريطاني Honne في مقابلة لهم عن إحتمالية عملهم مع آرإم.
تم الإعلان عن الميكستايب رسمياً في 20 أكتوبر 2018 بالتزامن مع إصدار قائمة ألاغاني، غلاف الألبوم وتاريخ الإصدار من خلال حساب بيغ هيت إنترتينمنت في تويتر. ثم قام آرإم بمشاركة قائمة أغاني الألبوم بنفسه مسمياً مونو «بلايليست» عوضاً عن كونه ميكستايب تقليدياً. يتضمن مونو أغنية من إنتاج Honne وأغانٍ أخرى تتضمن تعاونات مع نيل والمغني eAeon. مونو هو ميكستايب آرإم الثاني من بعد إصداره الأول في 2015 المسمّى من بعده RM. وهو أول ميكستايب له يتم إصداره والترويج له تجارياً.

## رأي النقّاد
إم تي في وصفت الميكستايب بأنه «يحمل شعور الحزن والإرهاق بشكل متساوٍ، مع وجود ثيم الوِحدة بشكل ثابت في كل أغاني الألبوم» وأنّ «آرإم يُظهر مخاوفه العميقة ونقاط ضعفه بصراحة فيه في أغانٍ مثل Tokyo وSeoul». مجلة Vulture قالت «أغان الألبوم هي المداواة التي يحتاجها جسدك، روحك وحسابك البنكي حتى تُسهّل عليك أياً كان ما سيحضره هذا الأسبوع لك» مضيفةً «مونو يعطيك نفس الشعور الذي يعطيك إياه أخذُ حمامٍ فاتر؛ مُطهّر، مع الكمية الكافية من السخونة وهو لكَ كمسكّن ومهدّئ». كما نوّهت المجلة إلى أنّ الميسكتايب يحتوي على «أغانٍ ممتعة بطيئة وأخرى كئيبة ومتقلبة المزاج، كهمسات آرإم في الأغنية الختامية Forever Rain». بيلبورد نوّهت أيضاً إلى أنّ مونو استبطانيّ ومتعمّق في دواخل آرإم أكثر من ميكستايبه الأول، واصفةً "Moonchild" بأنها «أغنية آر أند بي بديل سلسة ثنائية اللغة» و"Badbye" بأنها «مُحزنة ومؤلمة» و"Uhgood" بأنها «متأملة وعميقة».
براندي روبيدو من هوليوود لايف وصف "Forever Rain" بأنها "واحدة من أكثر أغان آرإم صِدقاً حيث تقول الكلمات:
| مونو | عندما تُمطر – أشعر بأن لديّ بعضُ الأصدقاء – أنتَ تستمر بالطرق على بابي وتسألُني كيف حالي – وأجيب؛ أنا لازلتُ رهينةَ الحياة – أنا لا أعيش لأنني لا أستطيعُ الموت – لكني لا زلت عالقاً في شيءٍ ما | مونو |

ووصف كاتبٌ آخر من بيلبورد "Moonchild" بأنها «أغنيةُ من نوع موسيقى الأمبينت / هيب هوب تعكس ألم الوجود والسلوان المتواجد تحت ضوء القمر».

## الفيديوهات الموسيقية
تبدأ أُغنية Forever Rain بشعورٍ عام من الوحدة والسأم، مع كلماتٍ واعية ومُتقنة تقول:
| مونو | أتمنى لو أنّها تُمطر طول اليوم – هكذا لن يحدّق الناس فيّ – هكذا ستغطي المظلّة وجهي الحزين – لأنه في المطر، الناس مشغولون في أنفسهم فقط | مونو |

فيديو الرسوم المتحركة للأغنية تم إخراجه من قِبل تشوي جاي هون وتم الإشراف على الرسوم المتحركة من قِبل لي جين هي وبالمنتج جيم بو سونغ وقام بالتعديل لي جون هون. قام برسم الرسوم المتحركة جيم بو سونغ، كيم بوم، كيم جي هوان، شين دو هيون، ان جاي يون، يون جوري، لي جين هي، جيون سو يون، جونغ دا وون، جونغ جي مين وهيون يو جونغ.
كما يوجد فيديو كلمات لأغنية Seoul المسمّاة على اسم سول، ويُظهر الفيديو عدة أماكن مشهورة في سول مثل نهر هان، جدول تشونغيتشون وجزيرة سونيودو. وتظهر في الفيديو لقطة لآرإم جالساً في سيارة خارج بقالة وتتضمن اللقطة حواراً قصيراً على الهاتف له وهو يشرح خططه للمغادرة. فيديو Seoul تم إخراجه من قِبل تشوي يونغ سوك من فريق Lumpens والمخرجين المساعدين Guzza، بارك هي جونغ وجونغ مين جي من نفس الفريق. تولى الإخراج السينمائي نام هيون وو من GDW وتولى الإنتاج مين جون كي من Sunshine Underground.
يوجد أيضاً فيديو كلمات آخر لأغنية Moonchild ومن كلمات الأغنية:
| مونو | تقول أنك تريد أن تموت لكنك تعيشُ بشكلٍ أصعب – تقول أنك تريد الاستسلام لكنك تزيدُ الثِقل على نفسك – التفكيرُ بأنك لا تريد التفكيرَ على الإطلاق لا يزالُ تفكيراً، ألا تعلم؟ | مونو |

ويمكن رؤية كلمات الأغنية في الفيديو ظاهرةً على شاشة كبيرة مع أضواء لامعة ورسومات ساطعة. تامار هيرمان من بيلبورد قالت عن الفيديو بأنه "يبدو وكأنه يُقدم لنا نوعاً من المواساة" هذا الفيديو أيضاً تم إخراجه من قِبل تشوي يونغ سوك من فريق Lumpens والمخرجِين المساعدين Guzza، بارك هي جونغ وجونغ مين جي من نفس الفريق. تولى أيضاً الإخراج السينمائي نام هيون وو من GDW وتولى الإنتاج مين جون كي من Sunshine Underground ومدير الإنشائات أي هيون جون.

## الترويج
بي تي إس نشروا تغريدة قصيرة على حسابهم في تويتر معلنين عن عنوان الألبوم وتاريخ الإصدار مع صورة لقائمة الأغاني. آرإم لم يقم بالترويج للميكستايب أكثر من ذلك إذ أنّ إصدار مونو تزامنَ مع جولة لوف يورسيلف العالمية الموسيقية لبي تي اس.

## قائمة الأغاني
القائمة أدناه مأخوذة من الإصدار الرقمي للألبوم من بيغ هيت إنترتينمنت ومن ساوند كلاود وسبوتيفاي.
| #  | عنوان                     | المدة |
| -- | ------------------------- | ----- |
| 1. | "tokyo"                   | 3:28  |
| 2. | "seoul (من إنتاج Honne)"  | 4:35  |
| 3. | "moonchild"               | 3:25  |
| 4. | "badbye (مع eAeon)"       | 1:52  |
| 5. | "uhgood"                  | 3:14  |
| 6. | "everythingoes (مع Nell)" | 3:42  |
| 7. | "forever rain"            | 4:31  |

## الحقوق
جميع الحقوق أدناه مأخوذة من الإصدار الرقمي الألبوم من بيغ هيت إنترتينمنت وساوند كلاود.

### موسيقيون
- آرإم - مغني (جميع الأغاني) وكيبورد (الأغاني 3، 4 و7) وسنثسيزر (الأغاني 3 و 4)
- eAeon - غناء (الأغنية 4)
- Honne - كيبورد، سنثسيزر والأصوات الخلفية (الأغنية 2)
- كيم جونغ وان - أصوات إضافية، كيبورد، سينثسيزر وغيتار (الأغنية 6)
- Supreme Boi السينثسيزر (الأغنية 1)
- Hiss Noise - كيبورد (الأغنية 3) والسينثسيزر (الأغنية 3 و7)
- El Capitxn - السينثسيزر والكيبورد (الأغنية 4)
- لي تاي ووك - الغيتار (الأغنية 4 و7)
- سام كليمبنر - كيبورد وسينثسيزر (أغنية 5)
- لي جيك يونغ - الغيتار (الأغنية 6)
- لي جونغ هون - بيس (الأغنية 6)
- جونغ جاي وون - طبل (الأغنية 6)
- Adora - كيبورد وسينثسيزر (الأغنية 7)

### منتجون
- آرإم - إنتاج، إنتاج تنفيذي وتأليف (الأغاني 3، 4، 6 و7)
- بيدوغ - إنتاج مشترك
- Hiss Noise - إنتاج وإنتاج مشترك (الأغنية 3 و7)
- Supreme Boi - إنتاج (الأغنية 1)
- Honne - إنتاج (الأغنية 2)
- El Capitxn - إنتاج (أغنية 4) وإنتاج إضافي (أغنية 5)
- سام كليمبنر - إنتاج (أغنية 5)
- كيم جونغ وان - إنتاج (الأغنية 6)
- Adora - الإنتاج (أغنية 7)

### تقنيون
- آرإم في استديو Rkive - تنسيق الغناء والراب والتسجيل (جميع الأغاني)
- يانغ غا في استديو بيغ هيت - مهندس مكساج (أغنية 1و4)
- Ken Lewis - مهندس مكساج (الأغاني 2، 3، 5 و7)
- كيم جونغ وان في استديو Koko Sound - مهندس مكساج (الأغنية 6)
- Dr. Ko في استديو Koko Sound - مهندس مكساج (الأغنية 6)

## تصنيفات
| الجهة      | القائمة                                         | العمل         | التصنيف | المصدر |
| ---------- | ----------------------------------------------- | ------------- | ------- | ------ |
| بيلبورد    | أفضل 20 ألبوم بوب كوري في 2018: إختيارات النقاد | مونو          | 6       | [ 19 ] |
| مجلة برافو | أفضل 10 ألبومات بوب كوري هذه السنة              | مونو          | 6       | [ 20 ] |
| إم تي في   | أفضل 18 أغنية بوب كوري جانبية في 2018           | everythingoes | 18      | [ 21 ] |
| Thrillist  | أفضل الفيديوهات الموسيقية في 2018               | forever rain  | 48      | [ 22 ] |

## الأداء في المخططات

### المخططات الأسبوعية
| المخطط (2018)                                        | أعلى مركز | المصدر |
| ---------------------------------------------------- | --------- | ------ |
| ألبومات أستراليا (أريا تشارتس)                       | 36        | [ 23 ] |
| ألبومات كندا (بيلبورد)                               | 22        | [ 24 ] |
| ألبومات التشيك (الاتحاد الدولي للصناعة الفونوغرافية) | 31        | [ 25 ] |
| ألبومات هولندا (Dutch Album Top 100)                 | 29        | [ 26 ] |
| ألبومات إستونيا (Eesti Ekspress)                     | 2         | [ 27 ] |
| ألبومات فرنسا (الاتحاد الوطني للنشر الفونوغرافي)     | 115       | [ 28 ] |
| ألبومات المجر (اتحاد شركات التسجيلات المجرية)        | 38        | [ 29 ] |
| ألبومات إيرلندا (IRMA)                               | 37        | [ 30 ] |
| ألبومات إيطاليا (اتحاد صناعة الموسيقى الإيطالية)     | 51        | [ 31 ] |
| ألبومات اليابان (بيلبورد اليابان)                    | 10        | [ 32 ] |
| ألبومات ليتوانيا (AGATA)                             | 3         | [ 33 ] |
| ألبومات النرويج (في جي ليستا)                        | 17        | [ 34 ] |
| ألبومات اسكتلندا (شركة الجداول الرسمية)              | 21        | [ 35 ] |
| ألبومات إسبانيا (برودوكوتوريس دي ميوزيكا دي إسبانيا) | 19        | [ 36 ] |
| ألبومات السويد (سويرجتوبليستان)                      | 28        | [ 37 ] |
| ألبومات سويسرا (هيت باراد سويسرا)                    | 20        | [ 38 ] |
| ألبومات أمريكا (بيلبورد 200)                         | 26        | [ 39 ] |
| ألبومات أمريكا/عالمياً (بيلبورد)                      | 2         | [ 40 ] |

### المخططات السنوية
| المخطط (2018)                   | المركز | المصدر |
| ------------------------------- | ------ | ------ |
| ألبومات أمريكا/عالمياً (بيلبورد) | 9      | [ 41 ] |